# Janusz Sidło
Janusz Jan Sidło (Katowice, Polonia, 19 de junio de 1933-2 de agosto de 1993) fue un atleta polaco, especializado en la prueba de lanzamiento de jabalina en la que llegó a ser subcampeón olímpico en 1956.

## Carrera deportiva
En los JJ. OO. de Melbourne 1956 ganó la medalla de plata en el lanzamiento de jabalina, con una marca de 79.98 metros, tras el noruego Egil Danielsen que con 85.71 metros batió el récord del mundo, y por delante del soviético Viktor Tsybulenko (bronce).